# Edgar Wright
Edgar Wright   (Poole, 18 d'abril de 1974) és un guionista, productor, actor i director de cinema i televisió anglès. És el director i coguionista de Shaun of the dead i Hot Fuzz, i director de la comèdia de situació Spaced. És conegut per les seves pel·lícules de gènere satíric amb un ritme ràpid a les quals fa servir sovint música popular expressiva.

## Biografia
Wright va començar a dirigir les seves pròpies pel·lícules als catorze anys, mentre assistia a l'escola The Blue School a la ciutat de Wells, al comtat de Somerset. Amb vint anys va realitzar A Fistful of Fingers, una paròdia del cinema western, que va tenir una estrena limitada en cinemes i va ser emesa al canal de televisió per cable Sky Movies.
Després va dirigir diverses comèdies per al canal Paramount Comedy del Regne Unit i la BBC, entre elles Sir Bernard's Stately Homes i Asylum, programa en el qual va conèixer els actors i guionistes Simon Pegg i Jessica Hynes. El 1999 es va unir a Pegg i Hynes per a crear Spaced per a Channel 4. Wright va donar a Spaced una imatge diferent al gènere de la comèdia de situació, amb angles de càmera i moviments portats del llenguatge del cinema de ciència-ficció i terror. Wright sempre fa evidents les seves influències i agrega a totes les seves produccions el que anomena «Homage-O-Ficar», un sistema que mostra els directors als quals fa al·lusió. El 2002 va fer algunes aparicions com el científic Eddie Yorque en les dues temporades de Look Around You, un programa de la BBC creat per Peter Serafinowicz, que integra l'elenc de Spaced. També va fer una breu aparició a Spaced, en la qual se'l pot veure, juntament amb altres creadors de la sèrie, dormint en l'habitatge ocupat per Daisy Steiner mentre ella es prepara per mudar-se a la seva nova casa.
La bona acollida per la crítica de Spaced va aplanar el camí a Wright i Pegg per a filmar Shaun of the dead, una comèdia de zombis que barreja l'estil de comèdia romàntica amb l'homenatge a les pel·lícules clàssiques de terror de George A. Romero i Sam Raimi. La parella va escriure una comèdia d'acció, Hot Fuzz, la producció de la qual va començar al març de 2006 i va ser estrenada al febrer de 2007. La trama segueix Nicholas Angel (Pegg), un oficial de policia transferit de Londres a un poble del comtat de Gloucestershire, on tenen lloc una sèrie d'episodis esborronadors.
Wright va dirigir dos videoclips per a la seua ex-xicota Charlotte Hatherley: Summer i Bastardo. També va dirigir un fals avançament per a Grindhouse, un programa doble de Quentin Tarantino i Robert Rodriguez titulat Don't, on es burla dels clixés del cinema de terror, amb subtítols com «Si estàs pensant en entrar en aquesta casa… No ho facis!».
Té un germà, Oscar, artista de còmic, que col·labora amb els storyboards i les imatges promocionals de les seves pel·lícules. Per exemple, va dibuixar interpretacions de còmic dels personatges de Shaun of the dead i va crear l'animació per a PC que Danny Butterman usa en Hot Fuzz, així com l'art per als plot holes en els DVD de Hot Fuzz i Shaun of the dead. Va estar també en el set de la sessió fotogràfica per al pòster de Hot Fuzz, on va ajudar el seu germà amb el disseny, i va dirigir el vídeo de Charlotte Hatherley Behave.
Wright cita The Jon Spencer Blues Explosion com el seu grup favorit. Diverses de les seves cançons es fan servir a Hot Fuzz, entre elles una escrita especialment per a la pel·lícula.
L'any 2010, Wright va estrenar Scott Pilgrim vs. the World, una pel·lícula d'acció i comèdia basada en la sèrie de novel·les gràfiques Scott Pilgrim, de Bryan Lee O'Malley, i l'any 2017 va estrenr la comèdia policíaca Baby Driver.